# Казончелли
Казончелли (итал. casoncelli) — разновидность пасты с начинкой, типичная для кулинарной традиции Ломбардии, в северо-центральной части Италии.
Оболочка обычно состоит из двух листов макарон длиной около 4 см, сжатых по краям, как у равиоли. В качестве альтернативы это диск, сложенный пополам и имеющий форму обертки от конфет. Казончелли по-бергамски обычно фаршируют панировочными сухарями, яйцом, пармезаном или грана падано, говяжьим фаршем, салями или колбасой. Варианты начинки включают шпинат, изюм, печенье амаретто, грушу и чеснок. Начинка придает казончелли слегка сладковатый вкус, типичный для кулинарии средневековья и эпохи Возрождения, из которой они родом. Некоторые документы подтверждают существование блюда в 1386 году. При венецианском правлении начинка была обогащена специями, миндальным печеньем и ингредиентами не местного происхождения. Современный рецепт — это адаптация версии XIX века.
В Брешии казончелли фаршируются смесью панировочных сухарей, пармезана, чеснока, петрушки, мускатного ореха и бульона.
Казончелли — типичное блюдо Камоники, рецепты варьируются от провинции к провинции, и каждая семья модифицирует их в соответствии со своими собственными вкусами. Их фаршируют картофелем, сыром и мясом в Вилла Даленьо, зеленью и котехино в Пеццо и салями, капустой, картофелем в Зоанно.
Казончелли обычно подают со сливочным или топлёным маслом, приправленным листьями шалфея.